# كيفن أهيرن
كيفن أهيرن (بالإنجليزية: Kevin Ahearn)‏ هو لاعب هوكي الجليد أمريكي، ولد في 20 يونيو 1948 في ميلتون في الولايات المتحدة.

## وصلات خارجية
- كيفن أهيرن على موقع EliteProspects.com (الإنجليزية)
- كيفن أهيرن على موقع HockeyDB.com (الإنجليزية)
- كيفن أهيرن على موقع أوليمبيديا (الإنجليزية)